# Cordeiro
Cordeiro là một đô thị thuộc bang Rio de Janeiro, Brasil. Đô thị này có diện tích 116,044 km², dân số năm 2007 là 19973 người, mật độ 172,1 người/km².